# Madame de Montesson
Charlotte Jeanne Béraud de La Haye de Riou, nota come Madame de Montesson, (Parigi, 4 ottobre 1738 – Parigi, 6 febbraio 1806), è stata una nobildonna francese, prima amante e poi "moglie segreta" di Luigi Filippo I di Borbone-Orléans, in quanto Luigi XV non consentì a che ella diventasse duchessa. Ella scrisse e recitò in diverse commedie e fu nota semplicemente come Madame de Montesson.

## Biografia
Charlotte-Jeanne Béraud de La Haye de Riou nacque a Parigi in un'antica famiglia bretone.
L'11 ottobre 1757 sposò il vedovo settantenne Jean Baptiste de Montesson, marquis de Montesson, che morì nel 1769. La sua bellezza ed intelligenza attrassero l'attenzione di Luigi Filippo d'Orléans, il grasso, anch'egli vedovo, del quale divenne l'amante e che, per il suo basso rango, poté sposarla nel 1773 solo "segretamente", cioè con l'equivalente francese del matrimonio morganatico, previo assenso di Luigi XV. Nonostante il matrimonio con il duca di Orléans, pertanto, non divenne "duchessa d'Orléans", né entrò quindi a far parte della famiglia reale.
Per suo divertimento e per quello del marito, fece costruire un piccolo teatro, dove recitò in diversi lavori scritti da lei stessa.
Venne arrestata il 20 aprile 1793 durante il Terrore e imprigionata a La Force prigione di Parigi. Venne liberata il 28 settembre 1794, dopo la caduta di Massimiliano Robespierre. Divenne amica di Joséphine de Beauharnais, e fu una figura di primo piano agli inizi dell'impero.
La migliore edizione delle sue opere apparve con il titolo Œuvres anonymes nel 1782-1785 (vedi Charles Collé, Journal (1868) le Memoirs of St Simon, Madame de Genlis, the duchesse d'Abrantes and Mme de Levis; G Strenger, "La Société de la marquise de Montesson," in the Nouvelle revue (1902); J Turquan, Madame de Montesson douairière d'Orléans (Paris, 1904); e G. Capon and R Yves-Plessis, Les Théâtres clandestins du xviii' siècle (1904)).